# Staurastrum disputatum
Staurastrum disputatum là một loài Song tinh tảo trong họ Desmidiaceae, thuộc chi Staurastrum.